# Гликман, Гавриил Давидович
Гаврии́л Дави́дович Гли́кман (14 июля 1913, Бешенковичи, Витебская губерния — 4 января 2003, Мюнхен) — советский и немецкий художник и скульптор. В 1980 году эмигрировал в Германию.

## Биография
Родился 14 июля 1913 года в Бешенковичах Витебской губернии, в семье владельца магазина мануфактурных товаров Давида Шоломовича Гликмана (1880—1931), также уроженца Бешенковичей, и его жены Фейги Берковны (Фани Борисовны, в девичестве Новик, 1887—1978), родом из Витебска. В семье было ещё два сына: Соломон (1907—1941), пропавший без вести на фронте в Великую Отечественную войну, и Исаак, ставший театроведом. Дед, Шолом Мовшевич Гликман (1856—1934), с 1893 года был лепельским купцом второй гильдии, владевшим в Бешенковичах складами соли, хлеба и других продовольственных и мануфактурных товаров, а также одним из учредителей Общества пособия бедным евреям в местечке Бешенковичи Лепельского уездa.
В детстве посещал Витебское художественное училище и мальчиком наблюдал, как работают Марк Шагал и Казимир Малевич. В 1929 году семья переехала в Ленинград. В 1937 году поступил в Академию Художеств на отделение скульптуры. Учился у профессора М. Г. Манизера. Закончил он её только в 1947 году из-за начавшейся войны. В 1941 году ушёл на фронт и дошёл до Берлина, окончив войну в чине лейтенанта артиллерии.
После войны Г. Д. Гликман занялся скульптурой. Его авторству принадлежит множество памятников и мемориальных досок различным деятелям культуры и искусства, а также знаковым историческим фигурам России. Среди них памятники М. В. Ломоносову (Ломоносов), Емельяну Пугачеву (Саранск), И. И. Газе, А. Ф. Иоффе (в том числе бюст перед главным зданием ФТИ им. А. Ф. Иоффе, 1964), К. Э. Циолковскому (Петропавловская крепость). Кроме того Гавриил Гликман создал скульптуры, посвященные Бетховену, Баху (Петербургская филармония), Комиссаржевской (Театр Комиссаржевской), Пушкину, Достоевскому (а также героине его незаконченного романа Неточке Незвановой), Шостаковичу, Мравинскому.
Известный прежде всего как скульптор, Гавриил Гликман втайне занимался и портретной живописью. Его картины не вписывались в формат советского искусства и Дмитрий Шостакович, с которым скульптор был дружен, шутя, советовал ему «спрятать их в бункер до поры до времени». Как отмечал Гавриил Заполянский,

Портреты Гавриила Гликмана — Цветаева! Мандельштам! Ахматова! Пастернак! Кафка! Евтушенко! — неожиданны по своей изысканности и свободе, по смелости вторжения в характеры великих и по согласию-несогласию с ними. Дерзость, доброта, эпатаж. Особенно интересны портреты тех, кого он хорошо знал: как холоден, непримиримо грозен, жесток в оценках всевидящий глаз Шостаковича! Как странно неузнаваемо-узнаваем Евгений Евтушенко: эта строптивость великодушия, эта неумолимость доброты, эта распирающая воля таланта! Могуч и трагичен Мейерхольд: это озарения памяти, это перевоплощение в своего героя.

Владимир Ковнер так характеризовал его портретные работы:

Его кисти принадлежат жуткие до сумасшествия, страшной болью исполненные портреты Шостаковича и Пастернака, Мандельштама в тюремной рубашке, Цветаевой с петлёй на шее, будто специально созданные как иллюстрации к стихам Галича.

Тем не менее, в 1968 году он решается выставить их в Ленинградском доме композиторов. Выставка закрылась со скандалом через два дня, обернувшись угрозой для дальнейшей карьеры скульптора. В 1980 году Гавриил Гликман эмигрировал в Германию. После ряда переездов он останавливается в Мюнхене, где и проживал с 1982 по 2003 годы. В немецких городах также установлены памятники работы Гликмана — это памятники Достоевскому в Висбадене и Баден-Бадене.
Помимо Шостаковича был дружен с дирижёром Евгением Мравинским, о котором он сохранил яркие воспоминания. Ими он поделился в небольшом очерке «Маэстро Мравинский», вошедшим в книгу его воспоминаний «Размышления с кистью в руке», опубликованную уже в эмиграции.